# برنامج مكتب المساعدة
برنامج مكتب المساعدة (بالإنجليزية: Help desk software)‏ هو برنامج يتتبّع كل محادثات العملاء عبر قنوات متعددة في مكان واحد، ليتمكن بذلك فريق مكتب المساعدة من دعم العملاء. يعد تتبع جميع المشكلات المعلقة أو «الحوادث» كما تسميها مكتبة البنية التحتية للمعلوماتية ، والإشارة إلى تلك التي تم حلها من قبل ، جانبًا مهمًا لتحقيق تلك السرعة والدقة.

## تاريخ
يعود تاريخ برامج مكتب المساعدة إلى القرن العشرين عندما اعتمدت الشركات في الغالب على التفاعل وجهًا لوجه لحل مشكلات العملاء. كان على العملاء زيارة متجر الشركة أو مكتبها مع المنتج لحل مشاكلهم.
مع اختراع الهاتف في عام 1876 ولوحة مفاتيح الهاتف في تسعينيات القرن التاسع عشر ، اتخذ مكتب المساعدة نهجًا أفضل. تمكن العملاء من الوصول إلى شركتهم والتعبير عن مشكلتهم عبر نظام الهاتف. خلال حقبة القرن العشرين ، استخدمت الشركات بشكل أساسي معدات مثل آلات الإملاء ، والآلات الكاتبة ، والمحطات الطرفية مع إمكانية الوصول إلى كمبيوتر مركزي ، لمعالجة مشكلات العملاء.
تم أول استخدام لأجهزة الكمبيوتر لخدمة العملاء من خلال استخدام برامج الكمبيوتر المركزية. قد يقدم العملاء نماذج ورقية أو ينقلوا مشكلتهم عبر الهاتف إلى وكلاء خدمة العملاء الذين يسعون إلى طرق للتعامل مع المشكلات.
في الستينيات ، بدأت الشركات في إنشاء مراكز اتصال وأيضًا تدريب الموظفين على تلقي استفسارات العملاء والتعامل معها بطريقة منظمة وفعالة. كان هذا عصر الاستجابة الصوتية التفاعلية التي أصبحت دفعة كبيرة لنظام خدمة العملاء عبر الهاتف. في وقت لاحق ، قامت أجهزة الكمبيوتر المكتبية و بتحسين أنظمة مكاتب المساعدة بشكل ملحوظ. يمكن للعملاء التواصل مع مشاكلهم عبر البريد الإلكتروني ، وتجاوز النماذج الورقية. كما يمكن لوكلاء مكتب المساعدة توفير تحديثات الحالة والحلول عبر البريد الإلكتروني أيضًا. وفي الوقت نفسه ، بدأ الإدخال الفعلي لأنظمة مكاتب المساعدة في عام 1980 عندما أصبح الإنترنت متاحًا رسميًا للاستخدام العام. بدأت العديد من الشركات في الاستعانة بمصادر خارجية لقسم خدمة العملاء، أدى ذلك إلى الاستخدام المكثف للبريد الإلكتروني وأنظمة الدردشة الحية في التسعينيات. مكّن هذا التطور الجديد العديد من الشركات الأمريكية من الاستعانة بمصادر خارجية لمكاتب المساعدة الخاصة بها إلى بلدان منخفضة التكلفة مثل الهند والفلبين.
على أي حال ، ظهر الاختراع الحقيقي لبرنامج مكتب المساعدة في العقد الأول من القرن الحادي والعشرين عندما بدأت الشركات في استخدام أنواع متنوعة من حزم البرامج للتعامل مع مشكلات رعاية العملاء، أدى ذلك إلى إنتاج ضخم لأنواع مختلفة من برامج مكتب المساعدة عبر الإنترنت والعالم بأسره. في الآونة الأخيرة ، جعلت الإنترنت والأنظمة المتصلة بالشبكات برامج مكتب المساعدة أكثر تفاعلية وتشاركية للعملاء والوكلاء. يمكن للعملاء الآن إرسال مشكلاتهم وتتبعها بسهولة أكبر.
أصبحت أنظمة خدمة ومكتب المساعدة شائعة بشكل متزايد في الآونة الأخيرة، حيث انه يوجد زيادة هائلة في مبيعات برامج إدارة علاقات العملاء، والتي تتضمن برامج مكتب المساعدة في جميع أنحاء العالم.

## الوظائف الأساسية لبرنامج دعم مكتب المساعدة
يستخدم في التقاط وتسجيل التفاصيل ذات الصلة بجميع الحوادث والطلبات والشكاوى وغيرها من مشكلات المستخدم . بالإضافة إلى توفير وسيلة لوكلاء مكتب المساعدة لإدخال هذه التفاصيل ، يتيح برنامج مكتب المساعدة أيضًا الالتقاط المباشر من تسجيل الخدمة الذاتية للمستخدم، وتكامل البريد الإلكتروني ، والالتقاط التلقائي من أدوات وأجهزة المراقبة. كمايستخدم في التالي:
- إدارة التذاكر
- مجموعة الأتمتة
- إعداد التقارير والتحسين